# Первомайський (Мамонтовський район)
Первома́йський (рос. Первомайский) — селище у складі Мамонтовського району Алтайського краю, Росія. Адміністративний центр та єдиний населений пункт Тімірязєвської сільської ради.

## Населення
Населення — 734 особи (2010; 840 у 2002).
Національний склад (станом на 2002 рік):
- росіяни — 88 %